# Olympische Sommerspiele 2016/Rhythmische Sportgymnastik – Gruppe
Der Gruppenwettkampf in der Rhythmischen Sportgymnastik bei den Olympischen Spielen 2016 in Rio de Janeiro wurde vom 20. bis 21. August 2016 in der HSBC Arena ausgetragen.

## Qualifikation
| Qualifikationswettbewerb | Datum                 | Ort          | Plätze | Qualifizierte Nationen |
| ------------------------ | --------------------- | ------------ | ------ | ---------------------- |
| Weltmeisterschaften 2015 | 7.–13. September 2015 | Stuttgart    | 10     | Russland               |
| Weltmeisterschaften 2015 | 7.–13. September 2015 | Stuttgart    | 10     | Bulgarien              |
| Weltmeisterschaften 2015 | 7.–13. September 2015 | Stuttgart    | 10     | Spanien                |
| Weltmeisterschaften 2015 | 7.–13. September 2015 | Stuttgart    | 10     | Italien                |
| Weltmeisterschaften 2015 | 7.–13. September 2015 | Stuttgart    | 10     | Japan                  |
| Weltmeisterschaften 2015 | 7.–13. September 2015 | Stuttgart    | 10     | Israel                 |
| Weltmeisterschaften 2015 | 7.–13. September 2015 | Stuttgart    | 10     | Belarus                |
| Weltmeisterschaften 2015 | 7.–13. September 2015 | Stuttgart    | 10     | Volksrepublik China    |
| Weltmeisterschaften 2015 | 7.–13. September 2015 | Stuttgart    | 10     | Ukraine                |
| Weltmeisterschaften 2015 | 7.–13. September 2015 | Stuttgart    | 10     | Vereinigte Staaten     |
| Olympisches Testevent    | 2016                  |              | 3      | Deutschland            |
| Olympisches Testevent    | 2016                  | Usbekistan   | 3      |                        |
| Olympisches Testevent    | 2016                  | Griechenland | 3      |                        |
| Wildcard                 | –                     | –            | 1      | Brasilien              |
| Gesamt                   | Gesamt                | Gesamt       | 14     | 14                     |

## Titelträgerinnen
| Olympiasiegerinnen | Russland (Blisnjuk, Donskowa, Dudkina, Makarenko, Nasarenko, Sewastjanowa)       | London 2012    |
| Weltmeisterinnen   | Russland (Borissowa, Kleschtschowa, Maximowa, Skomoroch, Tatarewa, Tolkatschowa) | Stuttgart 2015 |

## Ergebnisse

### Qualifikation
| Rang | Nation | 5 × Band | 5 × Band | 3 × Keulen 2 × Ringe | 3 × Keulen 2 × Ringe | Gesamt | Anm. |
| Rang | Nation | Punkte   | Rang     | Punkte               | Rang                 | Gesamt | Anm. |
| ---- | --- | -------- | -------- | -------------------- | -------------------- | ------ | ---- |
| 1    | Spanien Sandra Aguilar Artemi Gavezou Elena López Lourdes Mohedano Alejandra Quereda                       | 17,783   | 2        | 17,966               | 1                    | 35,749 | Q    |
| 2    | Russland Wera Birjukowa Anastassija Blisnjuk Anastassija Maximowa Anastassija Tatarewa Marija Tolkatschowa | 18,283   | 1        | 17,233               | 6                    | 35,516 | Q    |
| 3    | Belarus Hanna Dudsjankowa Maryja Kadobina Maryja Kazjak Waleryja Pischtschelina Aryna Zyzylina             | 17,583   | 3        | 17,850               | 2                    | 35,433 | Q    |
| 4    | Italien Martina Centofanti Sofia Lodi Alessia Maurelli Marta Pagnini Camilla Patriarca                     | 17,516   | 5        | 17,833               | 3                    | 35,349 | Q    |
| 5    | Japan Airi Hatakeyama Rie Matsubara Sakura Noshitani Sayuri Sugimoto Kiko Yokota                           | 17,416   | 6        | 17,733               | 4                    | 35,149 | Q    |
| 6    | Israel Yuval Filo Alona Koshevatskiy Ekaterina Levina Karina Lykhvar Ida Mayrin                            | 17,250   | 7        | 17,633               | 5                    | 34,883 | Q    |
| 7    | Bulgarien Reneta Kamberowa Ljubomira Kasanowa Michaela Maewska Zwetelina Najdenowa Hristiana Todorowa      | 17,566   | 4        | 16,616               | 11                   | 34,182 | Q    |
| 8    | Ukraine Olena Dmytrasch Jewhenija Homon Oleksandra Hridassowa Walerija Hudym Anastassija Wosnjak           | 16,950   | 8        | 16,866               | 8                    | 33,816 | Q    |
| 9    | Brasilien Morgana Gmach Emanuelle Lima Jessica Maier Gabrielle da Silva Francielly Pereira                 | 15,766   | 10       | 16,883               | 7                    | 32,649 |      |
| 10   | Deutschland Natalie Hermann Anastasija Khmelnytska Daniela Potapova Julia Stavickaja Sina Tkaltschewitsch  | 15,650   | 11       | 16,750               | 9                    | 32,400 |      |
| 11   | Volksrepublik China Bao Yuqing Shu Siyao Yang Ye Zhang Ling Zhao Jingnan                                   | 16,333   | 9        | 15,800               | 13                   | 32,133 |      |
| 12   | Usbekistan Samira Amirova Valeriya Davidova Luiza Ganieva Zarina Kurbonova Marta Rostoburova               | 14,416   | 13       | 16,750               | 9                    | 31,166 |      |
| 13   | Griechenland Ioanna Anagnostopoulou Eleni Dika Zoi Kontogianni Michaela Metallidou Stavroula Samara        | 15,000   | 12       | 15,416               | 14                   | 30,416 |      |
| 14   | Vereinigte Staaten Kiana Eide Alisa Kano Natalie McGiffert Monica Rokhman Kristen Shaldybin                | 13,908   | 14       | 16,316               | 12                   | 30,224 |      |

### Finale
| Rang | Nation | 5 × Band | 5 × Band | 3 × Keulen 2 × Ringe | 3 × Keulen 2 × Ringe | Gesamt |
| Rang | Nation | Punkte   | Rang     | Punkte               | Rang                 | Gesamt |
| ---- | --- | -------- | -------- | -------------------- | -------------------- | ------ |
| 1    | Russland Wera Birjukowa Anastassija Blisnjuk Anastassija Maximowa Anastassija Tatarewa Marija Tolkatschowa | 17,600   | 3        | 18,633               | 1                    | 36,233 |
| 2    | Spanien Sandra Aguilar Artemi Gavezou Elena López Lourdes Mohedano Alejandra Quereda                       | 17,800   | 1        | 17,966               | 5                    | 35,766 |
| 3    | Bulgarien Reneta Kamberowa Ljubomira Kasanowa Michaela Maewska Zwetelina Najdenowa Hristiana Todorowa      | 17,700   | 2        | 18,066               | 2                    | 35,766 |
| 4    | Italien Martina Centofanti Sofia Lodi Alessia Maurelli Marta Pagnini Camilla Patriarca                     | 17,516   | 4        | 18,033               | 3                    | 35,549 |
| 5    | Belarus Hanna Dudsjankowa Maryja Kadobina Maryja Kazjak Waleryja Pischtschelina Aryna Zyzylina             | 17,283   | 5        | 18,016               | 4                    | 35,299 |
| 6    | Israel Yuval Filo Alona Koshevatskiy Ekaterina Levina Karina Lykhvar Ida Mayrin                            | 17,166   | 6        | 17,383               | 8                    | 34,549 |
| 7    | Ukraine Olena Dmytrasch Jewhenija Homon Oleksandra Hridassowa Walerija Hudym Anastassija Wosnjak           | 16,866   | 7        | 17,416               | 7                    | 34,282 |
| 8    | Japan Airi Hatakeyama Rie Matsubara Sakura Noshitani Sayuri Sugimoto Kiko Yokota                           | 16,550   | 8        | 17,650               | 6                    | 34,200 |